# 瓦茨瓦夫·斯塔海维奇

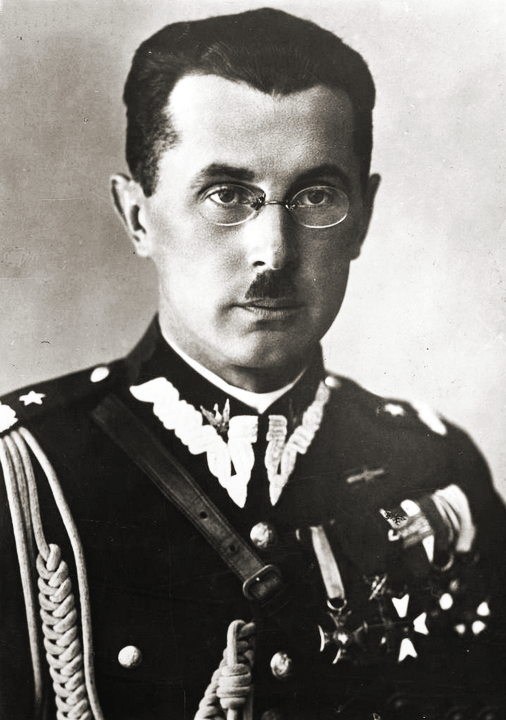
瓦茨瓦夫·斯塔切维奇将军 (1935年)

瓦茨瓦夫·斯塔切维奇（波蘭語：Wacław Teofil Stachiewicz，1894年11月19日—1973年11月12日），是波兰第二共和国时期萨纳齐亚派陆军将领、作家和地质学家。他曾于1935年至1939年期间担任波兰陆军总参谋长，德波战争后因战败流亡到海外。